# Resfriamento regenerativo

A clássica máquina de calor de Carnot.

Resfriamento regenerativo ou ciclo regenerativo consiste em um ciclo termodinâmico de gases de resfriamento no qual um gás comprimido é resfriado ao permitir que se expanda, assim retirando o calor do meio que o cerca.
O gás expandido resfriado então passa por um trocador de calor onde resfria o gás comprimido que entra.
É um modo de conservação de alimentos.